# Caloperdix oculeus
La perdicilla herrumbrosa (Caloperdix oculeus) es una especie de ave  galliforme de la familia Phasianidae. Es la única especie del género Caloperdix. 
Se distribuye en Indonesia, Malasia, Birmania y Tailandia.
Su hábitat natural son los bosques secos y húmedos de tierras bajas. Está amenazada por la pérdida de hábitat.